# (143649) 2003 QQ47
Título a ser usado para criar uma ligação interna é (143649) 2003 QQ47.
2003 QQ47 (também escrito 2003 QQ47) é um asteroide rochoso que ficou famoso após a sua descoberta, no final de agosto de 2003, quando a mídia veiculou um relatório preliminar apontando que este tem uma chance em 250 mil de colidir com a Terra em 21 de março de 2014. 
Um porta-voz da NASA declarou
"O asteroide 2003 QQ47 recentemente descoberto recebeu uma atenção considerável da mídia nos últimos dias por ter uma pequena chance de colidir com a Terra no ano 2014 e recebeu uma avaliação "1" na Escala de Turim, que vai de 0 a 10. As probabilidades de colisão em 2014, conforme estimativas do sistema de monitoramento de impacto Sentry do JPL, tiveram um pico de 1 chance em 250.000, um resultado que foi publicado na Impact Risk Page no sábado, 30 de agosto de 2003. Eventos de impacto no nível 1 da Escala de Turim certamente merecem monitoramento por astrônomos, mas estes eventos não merecem a preocupação do público. De fato, a cada ano vários asteroides são descobertos e atingem o nível 1 da Escala de Torino logo após a descoberta. O 2003 QQ47 é o quarto deste tipo este ano.
Em 2 de setembro de 2003, novas leituras da posição do 2003 QQ47 permitiram traçar com mais precisão o caminho previsto para 2014, e assim pudemos descartar qualquer possibilidade de impacto para 2014."
O 2003 QQ47 possui um diâmetro aproximado de 1,24 km, e uma massa de aproximadamente 2,0×1012kg. Se ele atingisse a Terra, seria um evento de extinção, com energia aproximada de 350.000 megatons de TNT (1.5 ZJ), o suficiente para causar danos globais.
A Dra. Sara Russell, uma pesquisadora de meteoritos no Museu Natural de História de Londres, falou à BBC que ela não tinha nenhuma preocupação que o 2003 QQ47 viesse a se tornar perigoso.
"As chances são muito, muito baixas… É preciso manter as coisas em perspectiva," disse ela.

Como resultado desta cobertura da imprensa de asteroides como o 2003 QQ47, os astrônomos estão planejando usar outros termos na escala de Turim, ou abandoná-la completamente em favor de uma escala que gere menos falsos alarmes que poderiam reduzir a confiança do público em alertas genuínos.